# Peter Alfred Ullman
Peter Alfred Ullman, britanski general, * 1897, † 1972.